# Ixaque ibne Cundaje
Ixaque ibne Cundaje, ou Cundajique, foi um líder militar turco que desempenhou um proeminente nas políticas turbulentas do Califado Abássida no final do século IX. Inicialmente ativo no Iraque inferior no começo dos anos 870, veio a ser nomeado governador de Moçul em 879/880. Ele governou Moçul e grande parte da Jazira (Mesopotâmia Superior) quase continuamente até sua morte em 891, apesar de envolver-se constantemente em bricas com chefes tribais locais, bem com os rivais do governo abássida, os tulúnidas do Egito. Em sua morte ele foi sucedido por seu filho, Maomé, mas em 892 o governo abássida sob o califa Almutadide (r. 892–902) restabeleceu sua autoridade na região, e Maomé passou a servir na corte califal.

## Vida

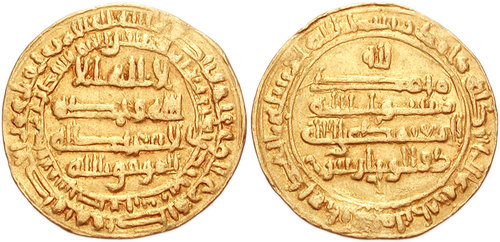
Dinar de ouro de Almutâmide r. com os nomes de Almuafaque r. e o vizir Saíde

Ixaque ibne Cundaje é mencionado pela primeira vez nas histórias de Atabari e ibne Alatir em 873, durante as campanhas abássidas para suprimir a Rebelião Zanje. Ele foi encarregado com a proteção de Baçorá contra os rebeldes zanjes e o corte dos suprimentos deles. Em 878/879, junto com outros generais turcos seniores (Muça ibne Utamixe, Alfadle ibne Muça ibne Buga, Iangajur ibne Urcuz) ele assegurou do regente Almuafaque (r. 870–891), o governante de facto do califado, o reconhecimento do poder e estatuto deles como principais líderes militares califais.

### Tomada de Moçul

Jazira (Mesopotâmia Superior) com suas províncias

Com o poder que havia adquirido, em 879, ele voltou seu olhar fixo em Moçul na Jazira, uma área atormentada por rivalidades entre os chefes tribais árabes locais - principalmente os vários líderes taglibitas, que sucederam uns aos outros como governantes de Moçul - e uma rebelião carijita em curso. Ibne Cundaje conseguiu derrotar o governante de Moçul, Ali ibne Daúde, e tomou a cidade. Para as tribos locais dos taglibitas e bacritas, que estavam acostumadas com ampla autonomia do governo central durante a "Anarquia de Samarra", a aparição de ibne Cundaje e sua ocupação de Moçul representou uma intrusão inaceitável. Ibne Cundaje derrotou um deles, Ixaque ibne Aiube, e tomou sua fortaleza de Nísibis, mas ibne Aiube apelou pela ajuda dos xaibânidas Issa de Amida e Abu Magra ibne Muça ibne Zurara de Arzen. A coalizão preparou para atacar ibne Cundaje, mas a chegada de emissários de Bagdá confirmou-o como governador de Moçul, Diar Rebia e Armênia, o que forçou-os a retroceder e acordar um pagamento de tributo de 200 000 dinares de ouro.
A coalizão foi logo reformada, contudo, compreendendo Ixaque ibne Aiube, Issa ibne Ixaque, Abu Magra, Hamadã ibne Hamadune e as tribos rebiaítas, taglibitas, bacritas e iamanitas que estavam conectadas com eles", segundo Atabari. Ixaque conseguiu uma decisiva vitória sobre eles em abril/maio de 881, perseguindo os remanescentes para Nísibis e Amida. Muitos dos líderes derrotados, incluindo Hamadã ibne Hamadune, que continuaram a opor-se a ele, agora aderiram às fileiras dos carijitas.

### Prisão de Almutâmide

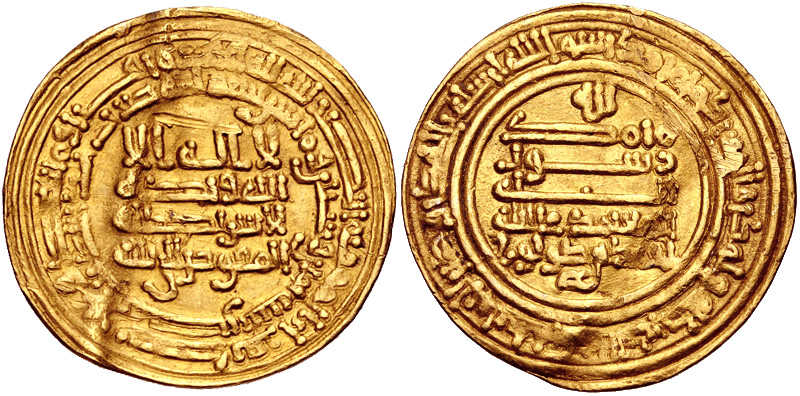
Dinar de ouro de Amade ibne Tulune r.

Em 882, o califa Almutâmide tentou escapar do controle de seu irmão Almuafaque e fez contato com Amade ibne Tulune, o poderoso general turco que controlava o Egito, Síria e partes do sul da Jazira. Embora nominalmente reconhecendo suserania abássida, ibne Tulune foi um governante autônomo, e um rival de Almuafaque. Confiando na promessa de ajuda de ibne Tulune, o califa, acompanhado por alguns poucos auxiliares confiáveis, deixou a capital Samarra e partiu para a Jazira, na esperança de lá atravessar para território tulúnida. ibne Cundaje, que havia recebido cartas de Almuafaque ordenando a prisão do califa e seus apoiantes, de início apresentou-se como simpatizante do empenho do califa e dispôs-se a ajudá-loa mas num momento oportuno tomou o califa e seus auxiliares, colocando os últimos na cadeia.
Ibne Cundaje foi amplamente recompensado por isso: não apenas as propriedades dos companheiros do califa foram confiscadas e concedidas a ele, mas quatro dias após entregar os prisioneiros à Samarra, em 22 de janeiro de 883, ele recebeu roupões de honraria e duas espadas cerimoniais, recebendo o título de Dul Ceifeine ("Ele das Duas Espadas"), o que foi seguido por mais presentes ricos e almoços com as garantias da corte abássida. Por insistência de Almuafaque, o impotente califa foi forçado a ordenar que o nome de ibne Tulune fosse publicamente amaldiçoado nas mesquitas, com todos os ofícios do últimos sendo conferidos a ibne Cundaje. Isso significou pouco na prática, pois nem o governo abássida nem ibne Cundaje possuíam a força para capturar os territórios dele, mas, junto com sua nomeação para comandar a guarda privada califal, chamada xurtate alcaça (shurtat al-khassa), fez ibne Cundaje nominalmente um dos homens mais poderosos do califado.

### Guerras com os tulúnidas e ibne Abi Alçaje

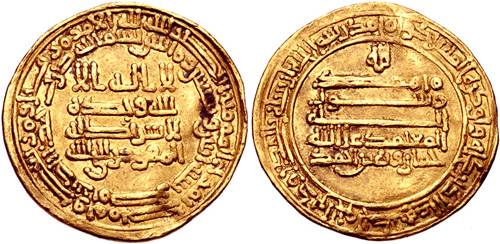
Dinar de ouro de Cumarauai r.

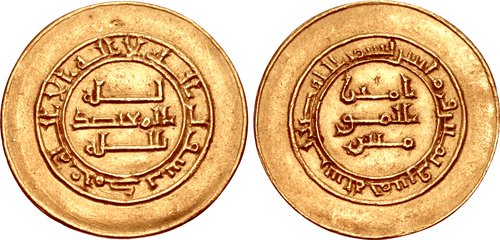
Dinar de ouro do califa Almutadide r.

A morte de ibne Tulune em 884 pareceu apresentar uma oportunidade para capturar alguns de seus territórios na Síria de seu filho e herdeiro inexperiente, Cumarauai (r. 884–896). Ibne Cundaje aliou-se com outro oficial, Maomé ibne Abi Alçaje, e recebeu autorização e algumas tropas de Almuafaque. Ibne Cundaje entrou em confronto com o governador tulúnida de Raca em abril de 884, e logo depois, o governador tulúnida de Damasco desertou, levando consigo Antioquia, Alepo e Hims. Cumarauai respondeu enviado tropas à Síria, que logo conseguiram recuperas as cidades perdidas, antes de ambos os lados invernarem.
Na primavera, o filho de Almuafaque, Abul Abas Amade (o futuro califa Almutadide) chegou para tomar controle. Amade e ibne Cundaje derrotaram os tulúnidas, que foram repelidos da Palestina, mas Amade confrontou-se com ibne Cundaje e ibne Abi Alçaje, que partiu com suas tropas, e na batalha dos Moinhos em 6 de abril, o general de Cumarauai, Sade Alaíçar, perseguiu o exército abássida. Isto marcou o fim da aliança entre ibne Cundaje e ibne Abi Alçaje: o último virou-se para Cumarauai, e persuadiu-o a invadir a Jazira. Com ajuda egípcia, ibne Abi Alçaje cruzou o Eufrates, derrotou as forças de ibne Cundaje em algumas batalhas em 886–887, e forçou-o a reconhecer o controle tulúnida. A Jazira inteira tornou-se uma província tulúnida, um fato reconhecido pelo governo abássida num tratado em dezembro de 886 que confirmou Cumarauai em suas antigas e novas possessões.
Ibne Cundaje permaneceu como governador de Moçul sob autoridade tulúnida. Em 887/888, ele tentou-se rebelar-se, mas foi derrotado. Embora tenha reconhecido a suserania tulúnida, foi privado de Moçul em favor de ibne Abi Alçaje. Ibne Cundaje então concentrou suas atenções em derrotar seus rivais, e logo conseguiu assegurar o favor e apoio de Cumarauai: em 888–889, foi ibne Cundaje que, como chefe de um exército tulúnida, derrotou e depôs ibne Abi Alçaje, que fugiu para Almuafaque. Ibne Cundaje retomou seu antigo posto em Moçul, que ele manteve até sua morte em 891. Ele foi sucedido por seu filho, Maomé. O último logo perderia Moçul e o resto de seus domínios na Jazira para os abássidas ressurgentes sob Almutadide. Após uma breve estadia na corte tulúnida, entrou em serviço dos abássidas e ascendeu até tornar-se um distinto general no exército califal.